# Neeme Järvi
Neeme Järvi (Tallinn, 7 de juny de 1937) és un director d'orquestra estonià nord-americà.

## Primers anys de vida
Järvi va néixer a Tallinn. Al principi va estudiar música allà, i més tard a Leningrad al Conservatori de Leningrad amb Ievgueni Mravinski i Nikolai Rabinovitx, entre d'altres. A principis de la seva carrera, va ocupar càrrecs a l'⁣Orquestra Simfònica de Ràdio i Televisió d'Estònia, a l'⁣Orquestra Simfònica Nacional d'Estònia i a l'⁣Òpera Nacional d'Estònia a Tallinn. El 1971 va guanyar el primer premi al Concurs Internacional de Directors de l'⁣Accademia Nazionale di Santa Cecilia de Roma. Järvi va emigrar als Estats Units el 1980 amb la seva família. Es va convertir en ciutadà nord-americà el 1985.

## Carrera
El 1982, es va convertir en el director principal de l'⁣Orquestra Simfònica de Göteborg, i va ocupar el càrrec durant 22 anys, el director principal més llarg de la història de l'orquestra. Durant el seu mandat a Göteborg, el perfil de gravació i la reputació de l'orquestra van augmentar molt. També va ajudar a aconseguir el patrocini corporatiu de Volvo que va permetre a l'orquestra augmentar de 80 a 110 músics. Va mantenir el seu càrrec a Göteborg fins al 2004, i ara ostenta el títol de director principal emèrit (Chefdirigent Emeritus) amb l'orquestra.
Paral·lelament, Järvi també va ser director principal de la Royal Scottish National Orchestra (RSNO) entre 1984 i 1988. Aleshores, es va referir a les seves dues orquestres com la seva "Filharmònica de Berlín" (RSNO) i la seva "Filharmònica de Viena" (Göteborg). Amb la RSNO, va fer una sèrie d'enregistraments emblemàtics per a Chandos, en particular els cicles de Prokófiev i Dvořák, així com els poemes sonors de Strauss, diverses peces de Xostakóvitx, incloses les Simfonies núms. 4, 7 i 10, i els dos concerts per a violí amb Lydia Mordkovitch. Després d'una aparició com a director convidat el desembre de 2006 després d'una absència de nou anys de la RSNO, l'orquestra el va nomenar el seu director laureat.
Als Estats Units, Järvi es va convertir en director musical de l'⁣Orquestra Simfònica de Detroit el 1990. Va exercir fins al 2005, i ara n'és el director musical emèrit. El novembre de 1996, Järvi va dirigir un concert conjunt de l'Orquestra de Filadèlfia i la Filharmònica de Nova York a Camden, Nova Jersey, per recaptar fons per a l'Orquestra de Filadèlfia, que estava en plena vaga. Va oferir els seus serveis sense demanar cap compensació econòmica per a aquest concert. Va ser aclamat pels músics d'orquestra nord-americans per aquest acte, encara que va generar polèmica amb diversos directors d'orquestres americans, els quals l'havien instat a no dirigir aquest concert.
Järvi es va convertir en director musical de l'⁣Orquestra Simfònica de Nova Jersey (NJSO) el 2005, amb un contracte inicial de tres anys. Amb la decisió del 2007 de l'NJSO de vendre la seva col·lecció d'instruments de corda "Edat d'Or", es va especular a la premsa sobre si Järvi renovaria el seu contracte amb el NJSO, ja que va afirmar que l'adquisició d'aquesta col·lecció va ser un factor important en la seva decisió d'acceptar la direcció musical. Quan li van preguntar sobre la possibilitat de marxar després del 2008, va afirmar: "És molt possible, però encara no hi he pensat". L'octubre de 2007, el NJSO va anunciar que Järvi havia ampliat el seu contracte com a director musical durant la temporada 2008– El febrer de 2008, l'orquestra va anunciar la conclusió del mandat de Järvi com a director musical de l'NJSO al final de la temporada 2008-2009. El març de 2009, l'NJSO va anunciar que Järvi havia acceptat servir com a assessor artístic de l'orquestra i el va nomenar el seu director laureat, després de la conclusió programada del seu contracte com a director musical.
El setembre de 2005, Järvi es va convertir en director en cap de la Residentie Orchestra de La Haia, amb un contracte inicial de quatre anys. El febrer de 2008, la Residentie Orchestra va anunciar l'extensió del contracte de Järvi com a director en cap fins al 2011. El novembre de 2009, la Residentie Orchestra va ampliar encara més el seu contracte fins a la temporada 2012-2013. L'agost de 2009, l'⁣Orquestra Simfònica Nacional d'Estònia va anunciar el nomenament de Järvi com el seu pròxim director musical, per un contracte inicial de tres anys. El novembre de 2010, Järvi va dimitir per l'acomiadament del director de l'orquestra. El setembre de 2010, l'⁣Orchestre de la Suisse Romande va nomenar Järvi com a novè director artístic i musical, a partir del 2012, amb un contracte inicial de tres anys.

## Discografia
La discografia de Järvi inclou més de 400 enregistraments per a segells com BIS, Chandos i Deutsche Grammophon. És conegut sobretot per les seves interpretacions de la música del Romànticisme i del segle xx, i ha defensat el treball dels seus compatriotes estonians Eduard Tubin i Arvo Pärt (el Credo del qual va estrenar el 1968). També són ben conegudes les seves interpretacions de Jean Sibelius amb la Simfonia de Göteborg. També ha gravat diverses obres que poques vegades s'han enregistrat en la seva forma completa, entre elles tota la música orquestral d'⁣Edvard Grieg, inclosa la música incidental completa de Peer Gynt, així com la música incidental completa de Txaikovski per a l'obra d'Alexandr Ostrovski <i id="mwZw">Snegurochka</i> (<i id="mwaA">La donzella de la neu</i>) i les tres simfonies i suites orquestrals de Rimski-Korsakov.
A SACD ha gravat les simfonies completes de Txaikovski (amb el segell Gothenburg SO – BIS) i ballets (amb el segell Bergen PO – Chandos). També ha realitzat enregistraments SACD de música de Mahler, Bruckner, Wagner, Raff i Atterberg per a Chandos amb la seva antiga orquestra, la Royal Scottish NO.
Järvi ha impartit una classe magistral anual, la Neeme Järvi Summer Academy, celebrada fins al 2008 a Pärnu, Estònia, durant el festival David Oistrakh. Des de l'any 2009, la classe magistral se celebra durant els dies de Leigo Music al sud d'Estònia. A més, ha ajudat a recaptar fons per a l'Acadèmia de Música d'Estònia, que es va obrir el setembre de 2000.
Per la seva extensa discografia d'alta qualitat, Järvi va rebre el premi Lifetime Achievement Award durant els Gramophone Awards 2018.

## Vida personal
Järvi i la seva dona Liilia tenen tres fills, els directors Paavo Järvi i Kristjan Järvi i la flautista Maarika Järvi. Després de la seva immigració als Estats Units, la família Järvi es va instal·lar inicialment a Shrewsbury, Nova Jersey. Ell i la seva dona resideixen ara a la ciutat de Nova York.